# ナサニエル・ド・ロスチャイルド

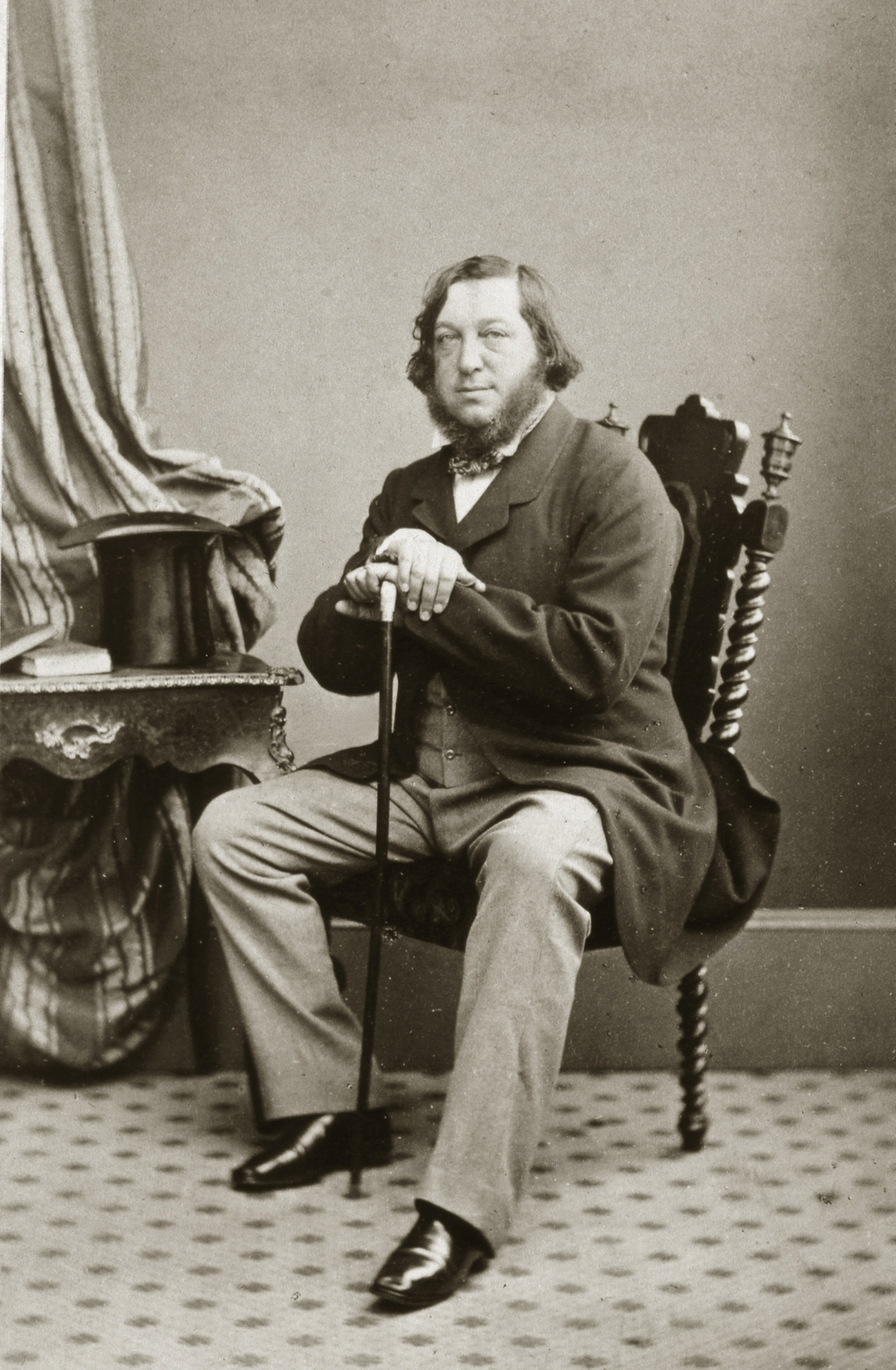
1860年頃のナサニエル

ナサニエル・ド・ロスチャイルド（Nathaniel de Rothschild、1812年7月2日ロンドン出生 – 1870年2月19日パリ没）は、「ナト」としても知られ、ロスチャイルド家が所有するフランスのワイン生産部門の創設者である。独語のナタニエル・ド・ロートシルトの表記でも知られる。仏語では、ナタニエル・ド・ロチルドとなる。

## 家族
ロンドンで生まれたナサニエル・ロスチャイルドは、ネイサン・メイアー・ロスチャイルド（1777年-1836年）とハンナー・コーエン（1783年-1850年）の4番目の子である。彼は1850年に、彼のおじであるジェイムズ・ド・ロチルド（1792年-1868年）が所有する銀行の業務に就くためにフランスのパリへ移住した。
1842年に、ナサニエル・ド・ロスチャイルドはパリ・ロチルド家の祖、ジェイムズ・ド・ロチルドの娘シャーロット・ド・ロスチャイルド（1825年-1899年）と結婚し、以下の子供をもうけた。
- ナタリー・ド・ロスチャイルド（1843年-1843年）
- ジェームズ＝エドワード・ド・ロスチャイルド（1844年-1881年）
- メイアー・アルバート・ド・ロスチャイルド（1846年-1850年）
- アーサー・ド・ロスチャイルド（1851年-1903年）

## ワイン用地
ナト・ロスチャイルドは彼のおじジェイムズとともにパリのロチルド・フレール銀行（後にヨーロッパ銀行、現在はバークレイズ）で働いたが、1853年に彼は、ジロンド県ポーイヤックのブドウ園シャトー・ブラーヌ・ムートンをテュレという名のパリの銀行家から取得した。その前はテュレが1830年にエクトール・ド・ブランヌ男爵からそのブドウ園を購入した。ナト・ロスチャイルドはブラーヌ・ムートンのブドウ園の65エーカー（263,000 m²）のために1,175,000フランを支払い、その用地を、シャトー・ムートン・ロチルドと改名した。それは世界で最もよく知られるワイン生産者になったと言うことが出来得る。
1868年に、ナトのおじジェイムズは隣接するシャトー・ラフィットブドウ園を取得した。シャトー・ムートンの3倍以上広いある名門のプルミエ・クリュ（premier cru）の所有地、それは家族の競争を生んだ。1855年のボルドーワインの格付けにてシャトー・ムートンは2級に格付けされ、その所有者を大いに懸念させるものであった。それに対して、彼は標語を作成した。Premier ne puis, second ne daigne, Mouton suis.（「1級ではなかった、2級はいやだった、ムートンだ。」）

## 他の所有物
1856年に、ナサニエルと彼の妻はパリのフォーブール＝サントノレ通り33番街の所有地をドニ・デクレ公爵から購入した。その時それはロシア大使館に貸し出されたが、賃貸が1864年に終了して、彼は建物を一新してそれを彼の都市住居にした。息子のアーサー・ド・ロスチャイルド（仏：アルテュール・ド・ロチルド）に引き継がれ、ナサニエルの孫アンリ・ド・ロチルドによって、1918年に第一次世界大戦の連合国の社交クラブ「Cercle de l'Union interalliée （リュニオン・アンテラリエ会）」へ売却された。
1878年に、ナサニエルはシュヴルーズ渓谷のセルネイ＝ラ＝ヴィルにあるヴォー＝ド＝セルネイ修道院を購入し、その時は1118年に建設されたシトー会系修道院のただの廃墟であった。彼と妻は、湖畔の所有地を贅沢な田舎の邸宅に変えるための大規模な復旧作業と新築工事を実施した。

## 晩年
ナト・ロスチャイルドは晩年期に失明した。彼は普仏戦争の間の1870年に死亡し、彼の子供と孫たちはワインビジネスに対してほとんど熱意を示さなかった。それは118年後のシャトー・ムートンを待つことになり、ナトの孫アンリの子フィリップ・ド・ロチルド（1902年-1988年）の主導のもと、今までにプルミエ・クリュへの再分類を達成した唯一のフランスのブドウ園になった。